# Rudolf Karl von Freymann
Rudolf Karl Wilhelm von Freymann a.d.H. Nursie (* 14. April 1860 in Narva; † 11. Juli 1934 in Riga) war ein baltischer Jurist, Landespolitiker und kaiserlich-russischer Stallmeister.

## Leben
Rudolf Karl entstammte dem Adelsgeschlecht Freymann (von Freymann aus dem Hause Nursie).
Er besuchte ab 1871 das „Klassische Gymnasium“ in Warschau und legte 1879 seine Reifeprüfung ab. Er studierte an der Kaiserlichen Universität Dorpat Rechtswissenschaften und schloss dieses 1884 mit dem juristischen Staatsexamen ab, in dieser Zeit war er Mitglied in der Studentenvereinigung  Corporation Livonia. Seine Wehrpflicht leistete er bei der reitenden Gardeartillerie in Sankt Petersburg ab. Am 18. Juni 1884 wurde er im 4. Departement des Senats als Assistent angestellt und arbeitete ebenfalls in der Abteilung für Kodifikation beim Staatsrat. Es folgte die Ernennung zum Senatssekretär und 1888 eine Anstellung im Justizministerium. Hier nahm er mehrere Funktionen wahr, so war er Tischvorsteher, Redakteur und Amtsgehilfe. Am 19. Januar 1902 wurde er in die Bittschriftenkanzlei des Zaren zum Gehilfen des Geschäftsführers der Kanzlei berufen, 1910 übernahm er dann selbst die Leitung dieser Kanzlei. Er wurde am 1. Januar 1914 zum Senator des Gerichtsdepartements des Senats ernannt. Ehrenamtlich war er Assessor des Sankt Petersburger evangelisch-lutherischen Konsistoriums und gab 1910 das evangelisch-lutherisches Kirchengesetz nebst Erläuterungen heraus. Am 6. Mai 1911 erhielt er die Amtsbezeichnung Stallmeister.
Nach der Oktoberrevolution 1917 war er Eisenbahnarbeiter, danach nacheinander Angestellter der schwedischen Mission, der Deutschen Kommission für den Transport der Kriegsgefangenen, des Deutschen Generalkonsulats in Sankt Petersburg, Leiter des Baltischen Komitees, Mitglied des Verwaltungsrats und Sekretär des Konsumvereins der in Sankt Petersburg lebenden Balten (Petrobaltik), Beamter der Reichskontrolle (Arbeiter und Bauerninspektion), Zeichenlehrer und Zeichner an einem Museum in Detskoje (früher Zarskoje) Selo. Danach wurde er von 1922 bis 1926 als Berater der lettischen Gesandtschaft nach Moskau berufen. 1926 kehrte er nach Riga zurück und war als Rechtsanwalt in einer Anwaltssozietät tätig, gleichzeitig war er Rechtsberater der italienischen Gesandtschaft.  Am 11. Juli 1934 verstarb er in Riga und wurde in der Familiengrabstätte in Wenden beigesetzt.

## Werke
- Svod Sakonow (Russisches Reichsgesetzbuch) Ausgabe 1887, übersetzt von Rudolf von Freymann. Reval 1901.
- Herausgeber des Gesetzes für die Evangelisch-lutherische Kirche Russlands (Reval 1910)[4]
- Die Bittschriftkanzlei S.M. des Kaisers von Russland, in: Baltische Monatsschrift 1929[5]

## Auszeichnungen
- Orden des Heiligen Stanislaus (1. Klasse)
- Russischer Orden der Heiligen Anna (1. Klasse)
- Orden des Heiligen Wladimir

## Mitgliedschaften
- Baltische Corporation Livonia Dorpat
- Kaiserliche Musikalische Gesellschaft (Hauptdirektion)
- Sankt Petersburger Sportsmänner Verein (Präsident)
- Sankt Petersburger Reitverein (Vorstandsmitglied)
- Zentralkomitee des Verbandes vom 17. Oktober (Vertreter der Deutschen Gruppe des Verbandes)

## Herkunft und Familie
Rudolf Karl Wilhelm von Freymann stammte aus dem Baltisch-schwedischen Adelsgeschlecht von Freymann (II. Linie, Haus Nursie). Er war der Sohn Otto Woldemar Eduard von Freymanns (1828–1871) und seiner Gattin Pauline Sophie Katharina von Stackelberg. Sein Bruder war der russische Generalmajor Karl von Freymann (1861–1920). In erster Ehe war Rudolf Karl ab 1888 mit Anna Eleonore Lanting (1854–1919) verheiratet. 1924 heiratete er in zweiter Ehe Gräfin Helene Scheremetzen (geborene Baronesse  Meyendorff). Diese Ehe wurde 1925 in Moskau geschieden. Aus der ersten Ehe erwuchsen die Töchter Elisabeth (Lita) Pauline (* 25. Oktober 1888 in St. Petersburg), Nina (* 6. Juni 1891 in St. Petersburg) und Irene (* 27. Juli 1896 in Papula bei Wyborg).